# Supercoppa italiana 2012 (pallavolo femminile)
La Supercoppa italiana di pallavolo femminile 2012 si è svolta il 13 ottobre 2012: al torneo hanno partecipato due squadre di club italiane e la vittoria finale è andata per la prima volta alla Futura Volley Busto Arsizio.

## Regolamento
Le squadre hanno disputato una gara unica.

## Squadre partecipanti
| Squadra       | Qualificazione                                   | Ultima partecipazione    |
| ------------- | ------------------------------------------------ | ------------------------ |
| Busto Arsizio | Vincitrice Serie A1 2011-12/Coppa Italia 2011-12 | Debutto                  |
| Villa Cortese | Finalista play-off scudetto Serie A1 2011-12     | Supercoppa italiana 2011 |

## Torneo
| 13 ottobre 2012 PalaGeorge, Montichiari Durata: 2h:13 - Spettatori: 3 800 | Busto Arsizio | 3 - 2 | Villa Cortese | 20-25, 25-21, 21-25, 25-21, 15-12 |